# Diocese de Jammu-Srinagar
A Diocese de Jammu–Srinagar (latim: Dioecesis Iammuensis-Srinagarensis) é uma diocese localizada nos municípios de Jammu e Srinagar, na região de Jamu e Caxemira, pertencente a Arquidiocese de Deli na Índia. Foi fundada em 17 de janeiro de 1952 pelo Papa Pio XII como Prefeitura Apostólica de Caxemira e Jammu, sendo elevada a diocese em 1986. Com uma população católica de 8.046 habitantes, sendo 0,1% da população total, possui 42 paróquias com dados de 2020.

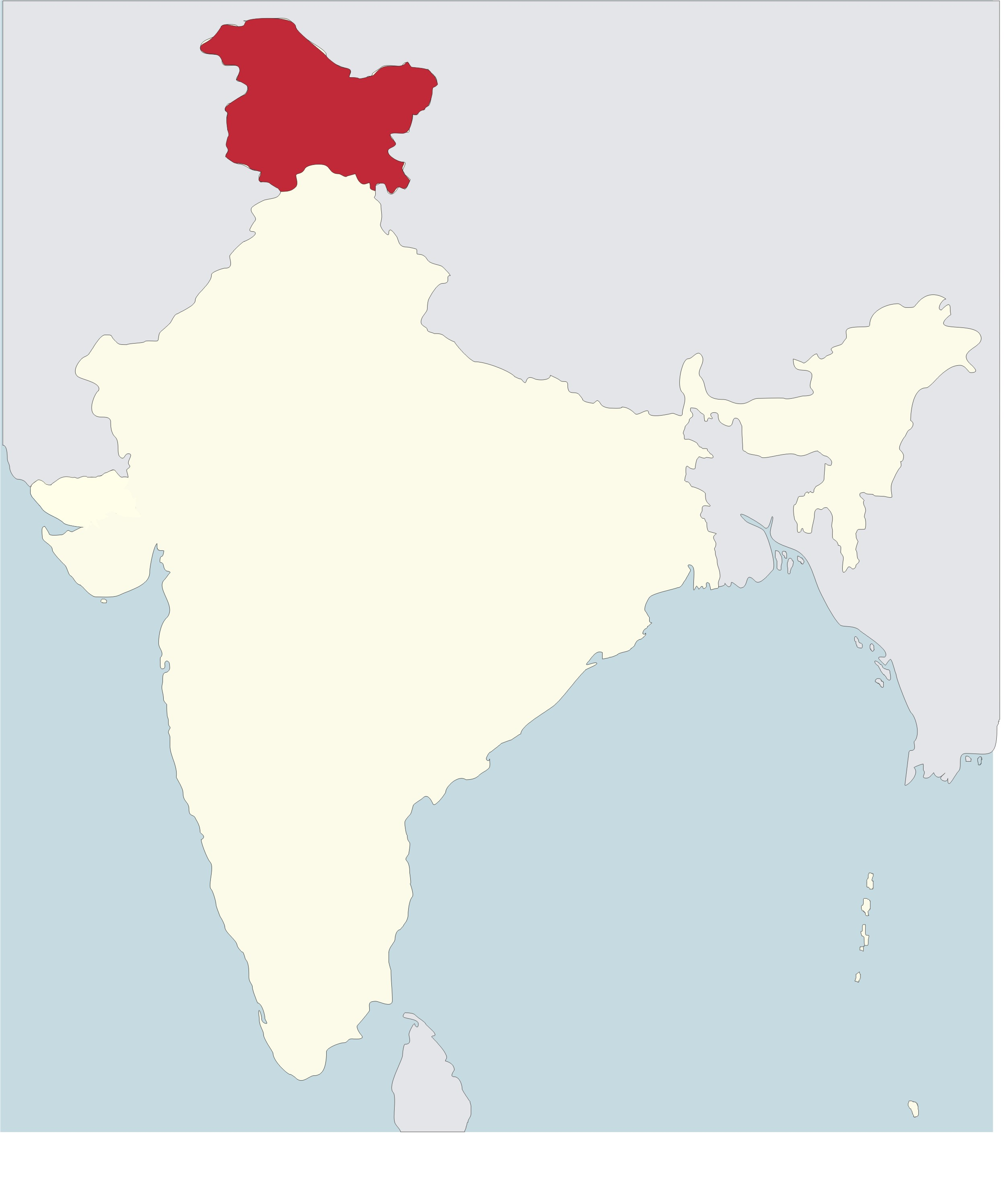
Localização da diocese no mapa

## História
Em 17 de janeiro de 1952 o Papa Pio XII cria a Prefeitura Apostólica de Caxemira e Jammu através dos territórios da Diocese de Lahore e da Diocese de Rawalpindi ambas no Paquistão. Em 1968 a prefeitura apostólica tem seu nome alterado para Prefeitura Apostólica de Jammu e Caxemira. Em 1986 é elevada a diocese adotando o nome atual de Diocese de Jammu-Srinagar.

## Lista de bispos
A seguir uma lista de bispos desde a criação da prefeitura apostólica em 1952, em 1986 é elevada a diocese.
|                                           | Nome                                      | Período                  | Notas                       |
| Bispos de Jammu-Srinagar                  | Bispos de Jammu-Srinagar                  | Bispos de Jammu-Srinagar | Bispos de Jammu-Srinagar    |
| ----------------------------------------- | ----------------------------------------- | ------------------------ | --------------------------- |
| 3º                                        | Ivan Albert Pereira                       | 2014 - atual             |                             |
| 2º                                        | Peter Celestine Elampassery, O.F.M. Cap.  | 1998 - 2014              |                             |
| 1º                                        | Hippolytus Anthony Kunnunkal, O.F.M. Cap. | 1986 - 1998              |                             |
| Prefeitos apostólicos de Jammu e Caxemira |                                           |                          |                             |
| 3º                                        | Hippolytus Anthony Kunnunkal, O.F.M. Cap. | 1978 - 1986              | Nomeado bispo dessa diocese |
| 2º                                        | John Boerkamp, M.H.M.                     | 1962 - 1978              | Faleceu no cargo            |
| 1º                                        | George Shanks, M.H.M.                     | 1952 - 1962              | Faleceu no cargo            |